# Дипломатические ранги
Дипломати́ческие ра́нги — звания, присваиваемые лицам, занимающим дипломатические должности. Аналог воинских званий у военнослужащих или классных чинов у гражданских служащих. Существуют в большинстве государств мира (хотя есть страны, где к дипломатам применяется та же система рангов, что и к остальным государственным служащим).
Дипломатические ранги не обязательно совпадают с должностью, занимаемой лицом.

## Дипломатические ранги в разных странах

### В России

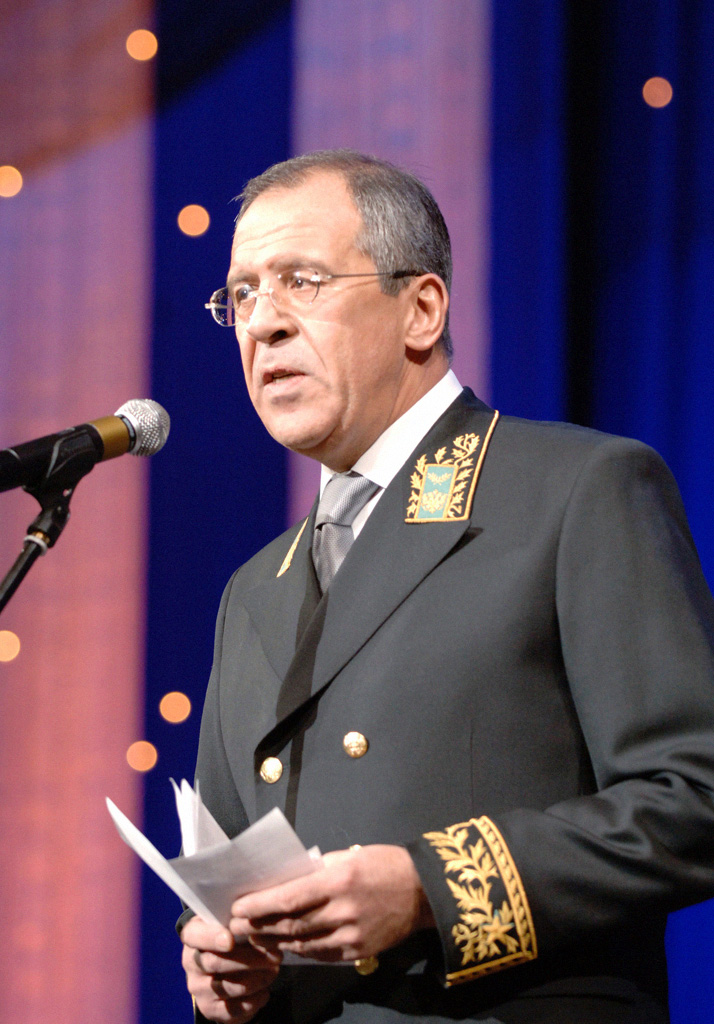
Сергей Лавров в форме Чрезвычайного и полномочного посла

В России установлены следующие дипломатические ранги:
- чрезвычайный и полномочный посол[2] (см. список);
- чрезвычайный и полномочный посланник первого класса[2] (см. список);
- чрезвычайный и полномочный посланник второго класса (см. список);
- советник первого класса;
- советник второго класса;
- первый секретарь первого класса;
- первый секретарь второго класса;
- второй секретарь первого класса;
- второй секретарь второго класса;
- третий секретарь;
- атташе.

Положение о порядке присвоения дипломатических рангов утверждено указом президента Российской Федерации от 15 октября 1999 года № 1371. Дипломатические ранги присваиваются дипломатическим работникам МИД России, дипломатических представительств и консульских учреждений России за рубежом, представительств МИД в регионах России.
Положение содержит таблицу соответствия дипломатических рангов и занимаемых должностей. Например, должностям министра иностранных дел, его заместителей, посла по особым поручениям соответствует ранг посла; должностям директора департамента МИД, посла России в иностранном государстве — ранг посла или посланника I класса; рангу первого секретаря I класса соответствуют должности первого секретаря, консула, начальника отдела в региональном представительстве МИД, и так далее. Ранг может соответствовать занимаемой должности или быть на одну ступень выше или ниже занимаемой должности.
Ранг посла, а также посланника I класса и посланника II класса присваивается президентом Российской Федерации по представлению министра иностранных дел, остальные ранги — министром иностранных дел Российской Федерации.
Дипломатические ранги сохраняются пожизненно.

### В других странах
В Беларуси, Казахстане и Узбекистане установлен такой же перечень дипломатических рангов, как в России.
В Киргизии установлены такие дипломатические ранги:

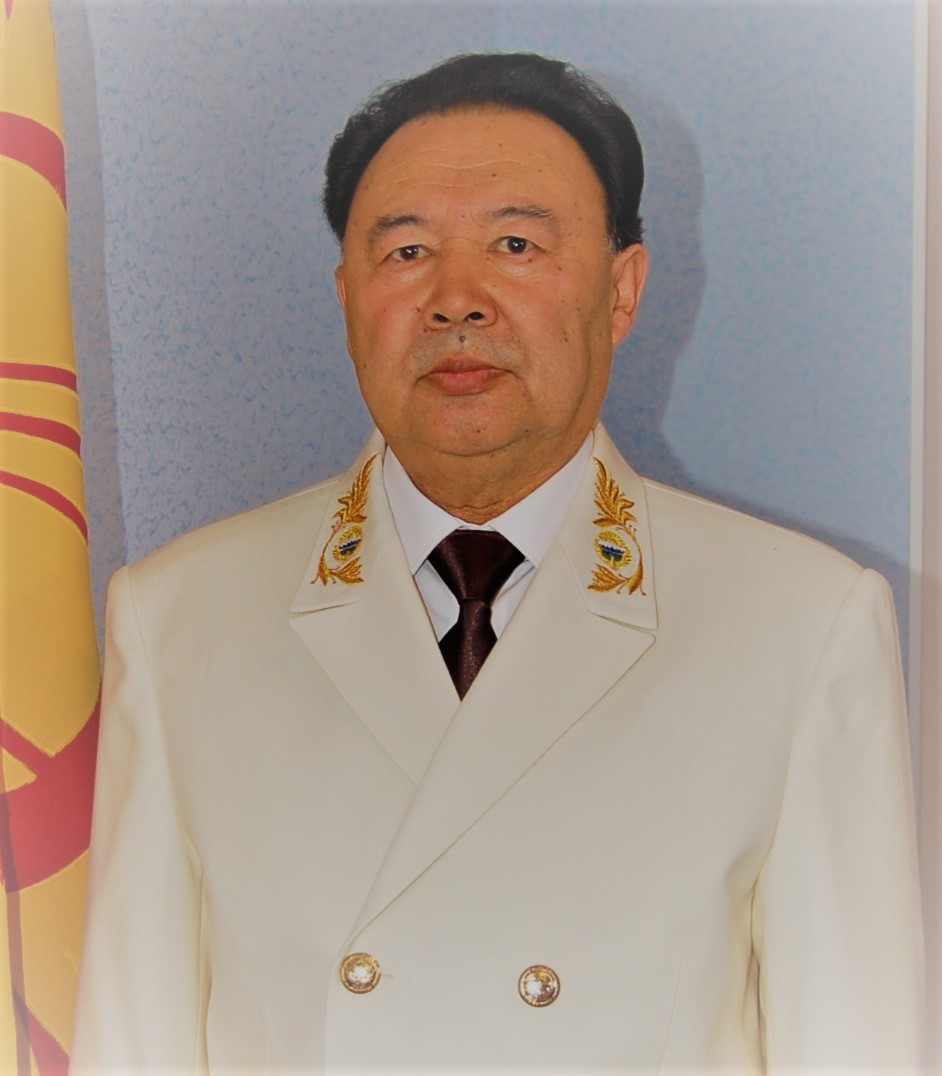
Саралаев Урмат Кадыкеевич в форме Чрезвычайного и Полномочного Посла Кыргызской Республики

- чрезвычайный и полномочный посол;
- Саралаев Урмат Кадыкеевич в форме Чрезвычайного и Полномочного Посла Кыргызской Республикичрезвычайный и полномочный посланник;
- советник 1 класса;
- советник 2 класса;
- первый секретарь 1 класса;
- первый секретарь 2 класса;
- второй секретарь;
- третий секретарь;
- атташе.

В Грузии существуют такие дипломатические ранги:
- чрезвычайный и полномочный посол;
- чрезвычайный и полномочный посланник;
- старший советник;
- советник;
- младший советник;
- первый секретарь;
- второй секретарь;
- третий секретарь;
- атташе.

В Азербайджане законом установлены следующие дипломатические ранги:
- чрезвычайный и полномочный посол;
- чрезвычайный и полномочный посланник первого класса;
- чрезвычайный и полномочный посланник второго класса;
- советник первого класса;
- советник второго класса;
- второй секретарь первого класса;
- второй секретарь второго класса;
- третий секретарь;
- атташе.

Уставом дипломатического корпуса Республики Молдова установлены следующие дипломатические ранги:
- чрезвычайный и полномочный посол;
- полномочный министр;
- советник;
- первый секретарь;
- второй секретарь;
- третий секретарь;
- атташе.

В Армении законом утверждены такие дипломатические ранги:
- чрезвычайный и полномочный посол;
- чрезвычайный посланник и полномочный министр;
- старший советник;
- советник;
- первый секретарь;
- второй секретарь;
- третий секретарь;
- атташе.

В Литовской Республике имеются следующие дипломатические ранги:
- чрезвычайный и полномочный посол;
- чрезвычайный посланник и полномочный министр;
- министр-советник;
- советник;
- первый секретарь;
- второй секретарь;
- третий секретарь;
- атташе.

Дипломатам Италии присваиваются следующие дипломатические ранги:
- посол;
- полномочный министр;
- советник посольства;
- советник дипломатической миссии;
- секретарь дипломатической миссии;
- секретарь дипломатической миссии — стажёр.